# Saint-Symphorien (Sarthe)
Saint-Symphorien é uma comuna francesa na região administrativa do País do Loire, no departamento de Sarthe. Estende-se por uma área de 22.49 km². Em 2010 a comuna tinha 549 habitantes (densidade: 24,4 hab./km²).